# Alberto Montaño
Alberto Guillermo Montaño Angulo (né le 23 mars 1970 à Esmeraldas en Équateur) est un footballeur international équatorien, qui évoluait au poste de défenseur.

## Biographie

### Carrière en sélection
Avec l'équipe d'Équateur, il joue 57 matchs (pour 3 buts inscrits) entre 1992 et 2000. 
Il figure notamment dans le groupe des sélectionnés lors des Copa América de 1997 et de 1999.